# Штрипка

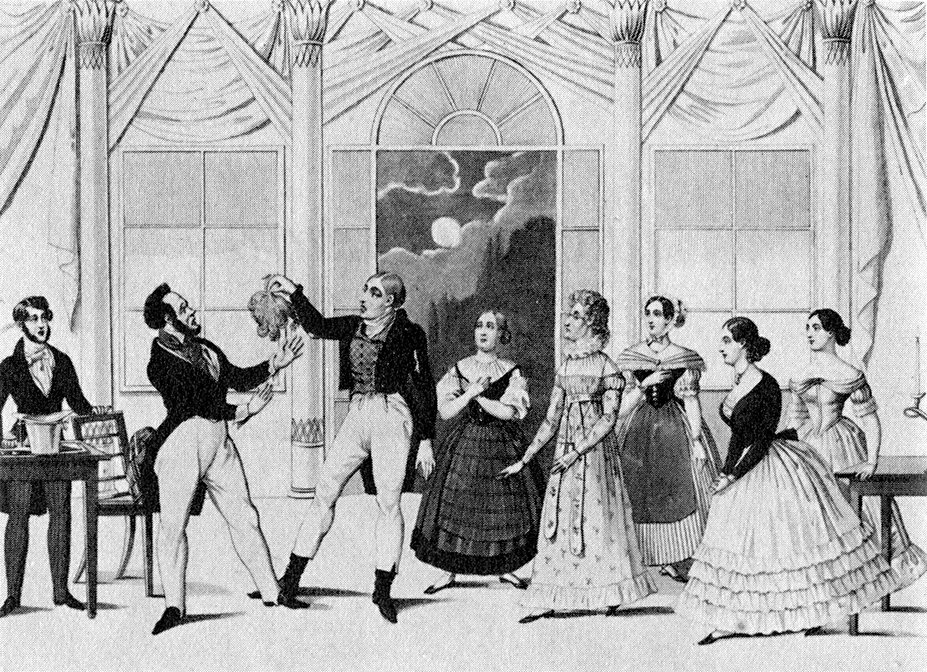
Сцена з театральної постановки в Відні, 1840-і. На другому зліва акторі надіті штани з штрипками

Штрипки (нім. Strippe) — тасьма у вигляді петлі, пришита до нижнього краю штанини штанів, різного роду накладним халявам типу гетр, а також рукавів, яка охоплює ступню (іноді під підошвою взуття) або кисть руки, відтягує штанину або рукав, не дозволяючи їм задиратися при русі.